# Хэйи, Хелен
Хелен Хэйи (англ. Helen Haye, 28 августа 1874[…], провинция Ассам, Британская Индия — 1 сентября 1957[…], Лондон) — британская актриса

, много работавшая с режиссёром Александром Корда.
Хэйи дебютировала в театре в 1898 году, а в 1911 году впервые появилась на лондонской сцене в роли Гертруды в постановке «Гамлет». В 1955 году снялась в фильме Лоренса Оливье «Ричард III». Хэйи умерла через четыре дня после своего 83-летия в Лондоне.

## Избранная фильмография
- 1957 — Действие тигра — Графиня Валона
- 1955 — Ричард III — Герцогиня Йоркская
- 1954 — Сирень весной — Леди Дрэйтон
- 1954 — Выбор Хобсона — Миссис Хэпворт
- 1952 — Гордость и предубеждение — Леди Кэтрин де Бёр
- 1949 — Заговорщик — Миссис Уайтерингам
- 1948 — Анна Каренина — Графиня Вронская
- 1941 — Киппс — Миссис Уолшингем
- 1939 — Шпион в чёрном — Миссис Сэдли
- 1938 — Тротуары Лондона — Селина
- 1935 — Тридцать девять ступеней — Миссис Луиза Джордан
- 1931 — Нечестная игра — Миссис Эми Хиллкрист
- 1929 — Атлантик
- 1917 — Маски и лица — Лучшая дама